# スカーレット・オハラ
ケイティ・スカーレット・オハラ（Katie Scarlett O'Hara）は、マーガレット・ミッチェルの長編小説『風と共に去りぬ』及びその続編作品『スカーレット』に登場する架空の人物で、同作の主人公である。アメリカ南部の農園主の娘として生まれ、貴族同然の裕福な暮らしを送るが、やがて南北戦争に巻き込まれ、波乱な運命をたどることになる。
アメリカン・フィルム・インスティチュート（AFI）が企画した「AFIアメリカ映画100年シリーズ」の一環、『アメリカ映画の名セリフベスト100』では彼女のセリフ「After all, tomorrow is another day!」（「明日は明日の風が吹くわ!」）（「明日に望みを託して」）と「As God is my witness, I'll never be hungry again」（「神よ、ごらんください。二度と飢えはしません!」）がそれぞれ31位と59位にランク入りしている。

## 経歴

### 生い立ち
1845年、ジョージア州クレイトン郡のジョーンズボロ近くのタラでアイルランド系移民のジェラルド・オハラとフランス系の亡命貴族の娘、エレン・ロビヤールとの間に生まれる。妹にスーザン・エリナー（愛称スエレン）とキャロライン・アイリーン（愛称キャリーン）がいるほか、三人の夭逝した弟がいた。若い頃からクレイトン郡きっての魅力ある娘として多くの男性を虜にしていたが、性格は父親に似て頑固で強情であり彼女が思いを寄せるのは近隣農園のトウェルブ・オークスの貴公子、アシュレ・ウィルクスだけだった。しかし彼が従妹のメラニー・ハミルトンと結婚するとスカーレットは自棄でメラニーの兄のチャールズ・ハミルトンと結婚する。しかし南北戦争の勃発でアシュレやチャールズは多くの近隣の青年と共に南軍兵士として出征、ほどなくチャールズは伝染病にかかり死亡してしまう。翌1862年にスカーレットはチャールズの忘れ形見を出産、ウェード・ハンプトンと名づけられるが子育てに熱中できない。気分転換で同じジョージア州のサバンナやサウスカロライナ州のチャールストンに行くもすぐに戻ってしまい、義妹のメラニーのいるアトランタへ出向く事になる。

### 南北戦争の戦禍にあう
アトランタのバザーでスカーレットはアシュレとメラニーの婚約発表の時にあったレット・バトラーと再会し、喪服のままダンスに参加し世間の批判をあびる。南北戦争は開戦当初は南軍優勢だったものの封鎖によりヨーロッパからの物資が滞り逼迫してくる。スカーレットに恋焦がれた近隣の青年達も多くがゲティスバーグの戦いなどで戦死し、1864年にはついにシャーマン将軍の率いる北軍がジョージア州に侵攻し、アトランタも砲弾を受けるようになる。スカーレットはレットに援助を要請して燃えるアトランタを脱出する。レットが途中で南軍に志願するといって分かれた後、スカーレットは出産直後のメラニーとアシュレの子を守りタラへ帰還するが、そんな彼女に待っていたのは母の死とそれが元で廃人と化した父、数人の黒人奴隷と廃墟のタラだけだった。スカーレットはどんな困難にあおうとも家族を守り抜くと誓う。

### 二度目の結婚
スカーレットは自ら農作業を行うものの海への進軍によるシャーマン軍の再度の来襲で綿花を反故にされてしまう。そして南北戦争が南部の敗戦となり、アシュレが帰還するとスカーレットはアシュレとメキシコに行こうと誘うもアシュレに断られる。その直後にかつての農場監督のジョナス・ウィルカーソンがタラを買い取ろうとすることを知るとスカーレットはアトランタに出て北軍の監獄にいるレット・バトラーから金を引き出そうとするも失敗し、帰りにあった妹スエレンの許婚のフランク・ケネディと二度目の結婚をし、タラを守る事に成功する。スカーレットはフランクとの間にエラ・ロレーナという娘を授かるが、子育てより夫の事業を引き継ぎ拡大させ、アシュレも手伝わせるようになる。ある日、シャンティタウンで暴漢に襲われ、その結果、周囲の男性をクー・クラックス・クラン団に参加、敵討ちをさせる事となり、アシュレを負傷、フランクを死亡させてしまう。

### レットとの三度目の結婚
フランクが死んだ後、スカーレットはレット・バトラーに求婚され、周囲の人々の反対を押し切って結婚し、スカーレットもレット同様、裏切り者、ならずものの仲間にされてしまい、アシュレとメラニー以外の人間から疎外されてしまう。スカーレットはレットとの間にボニーを産むがアシュレの事を忘れることができない。ある日、アシュレと昔話をして感極まり抱き合っている所をアシュレの妹のインディアにみられ街中の噂となり、レットとも喧嘩になり別居する。しかしこの時、スカーレットは二人目の子供を妊娠するが別居から戻ったレットと再度喧嘩になり、レットに襲い掛かろうとして誤って階段から落ち、流産してしまう。そしてボニーも落馬死し、レットとの夫婦関係が致命的になる。流産し死の床にいるメラニーを見て怯えるアシュレを見て、スカーレットはようやくアシュレの思慕から冷め、自分を本当に愛し守ってくれたのはレットだったと気づくが、邸宅に戻るとレットが出て行こうとしていた。レットはスカーレットにもう自分への愛はなくスカーレットが嫌う同情や憐憫しかない、と言い残し出て行った。スカーレットは絶望に打ちひしがれるがタラを思い出し、やり直す決意をする。

## 映画版のスカーレット候補
- ヴィヴィアン・リー（採用）
- ベティ・デイヴィス
- キャサリン・ヘプバーン
- ミリアム・ホプキンス
- マーガレット・サラヴァン
- ジョーン・クロフォード
- バーバラ・スタンウィック
- ノーマ・シアラー
- タルラー・バンクヘッド
- ポーレット・ゴダード
- ジョーン・ベネット
- ジーン・アーサー
- ラナ・ターナー
- スーザン・ヘイワード

## 演じた人物

### 女優
- ヴィヴィアン・リー（映画版）
- ジョアンヌ・ウォーリー（続編『スカーレット』）
- 有馬稲子、那智わたる（1967年帝国劇場版）
- 神宮寺さくら（内重のぼる、1970年帝国劇場版）
- 大地真央（1987年・1996年・2001年・2003年・2011年帝国劇場版、2002年・2011年梅田コマ劇場版、2003年中日劇場版、2006年博多座版）
- 宝塚歌劇版（詳細は風と共に去りぬ (宝塚歌劇)を参照）

### 日本語吹き替え
- 日野由利加（ソフト版、PD版）
- 栗原小巻、戸田恵子（日本テレビ版）
- 田中美佐子（テレビ東京版）
- 鈴木弘子（JAL機内上映版）
- 黒木瞳（続編『スカーレット』）